# Ulla Lidman-Frostenson
Ulla Ebba Catharina Lidman-Frostenson, född 20 november 1910 i Stockholm, död 10 juli 1962 i Prästgården, Lovö församling, Stockholms län, var en svensk politiker, missionär och författare.

## Biografi
Ulla Lidman-Frostenson var dotter till den kände författaren och, vid sidan av Lewi Pethrus, portalfiguren inom Pingströrelsen Sven Lidman och Carin Thiel, dotter till finansmannen Ernest Thiel. Lidman-Frostenson var halvsyster till Sven Lidman, Sam Lidman, Eva Berggrén och Bibi Langer på faderns sida samt Susanna Ramel på moderns sida.
Ulla Lidman-Frostenson var missionär i Kina 1932–1941. Hon representerade Högerpartiet i Sveriges riksdag 1957–1962. Hon var ledamot av andra kammaren och invald i Stockholms läns valkrets.
Hon var gift med författaren, psalmdiktaren och kyrkoherden Anders Frostenson. Paret Ulla Lidman och Anders Frostenson vigdes i Gustaf Vasa kyrka i Stockholm och hade därefter en stor bröllopsgudstjänst i Filadelfiakyrkan på Rörstrandsgatan. De fick tre barn: konsulten Sven Frostenson (1942–2011), konstnären Karin Frostenson (född 1946) och Anna-Clara Frostenson (född 1948).
Makarna Frostenson är gravsatta på Lovö kyrkogård.